# Площа Тараса Шевченка (Коломия)
Пло́ща Тара́са Шевче́нка — площа в центральній частині міста Коломия, частина площі «Ринок».

## Історія

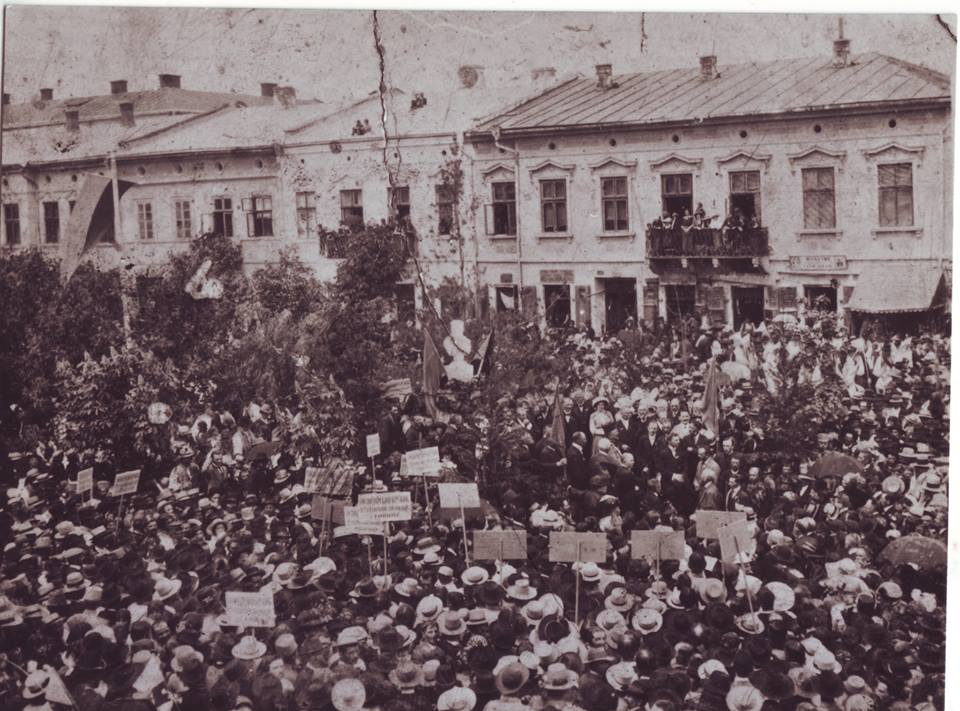
Урочисте відкриття пам'ятника Тарасові Шевченку, 28 травня 1914 р.

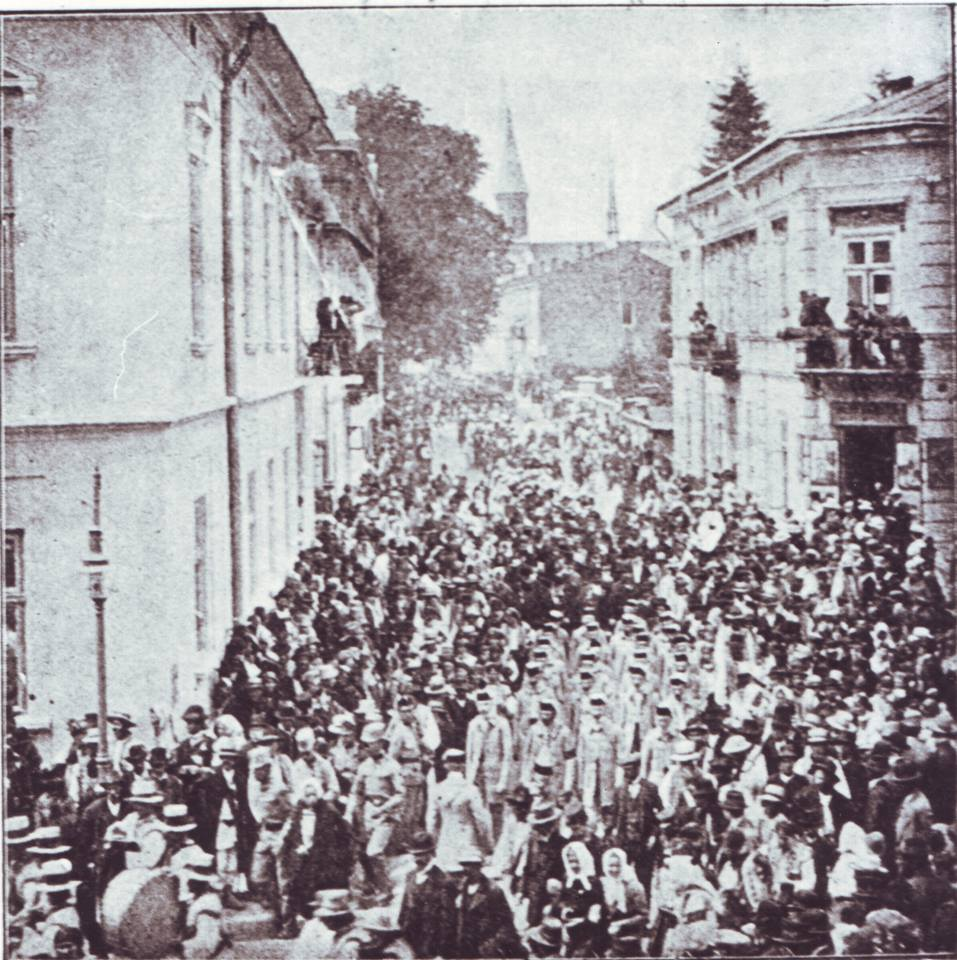
Урочисте відкриття пам'ятника Тарасові Шевченку, 28 травня 1914 р.

28 травня 1914 року на цій площі відбулося урочисте відкриття пам'ятника Т. Г. Шевченку. Площа була названа на його честь. З цієї нагоди в залі Каси ощадності (пізніше, в радянські часи — Будинок офіцерів, а тепер — Народний дім) відбувся концерт, на якому, зокрема, поезію Шевченка декламував майбутній новатор українського театру Лесь Курбас. Виголошував промову новеліст Василь Стефаник.
15 вересня 1914 року під час першої світової війни в Коломию ввійшли російські війська. Пам'ятник Шевченкові був спеціально зруйнований. Після II світової війни площа носила назву «Площа Карла Маркса».
Сучасного вигляду набула після реконструкції (приблизно в 1970 році). Красива площа. На стику з тодішньою площею Леніна (сучасна площа Відродження) встановлено безіменний пам'ятник у виді триметрової купи великого каміння, що нібито є символічним пам'ятником Олексі Довбушу. В протилежному кінці площі збудовано центральний універмаг, а біля центрального універмагу встановлено каскадний фонтан, який з того часу за всі роки свого існування працював лише перші кілька тижнів.
У 1991 році з нагоди 750-ліття першої писемної згадки про Коломию на місці зруйнованого 1914 року пам'ятника Шевченку встановлено пам'ятний знак. На площі ближче до ратуші висаджено ряд дерев тису ягідного-цікавого, оригінального, рідкісного тепер дерева, що його колись в Карпатах росло багато, а тепер це дерево можна побачити на цій площі та ще в Тисовому заповіднику поблизу Коломиї.

## Будівлі
- Будинок № 1 У 1920-ті роках — крамниці одягу Макса Дейтша та спецій Степана Романовича. В часи СРСР — ательє індивідуального пошиття одягу.
- Будинок № 10 На початок XX століття містилися крамниця спецій, цукру, цукерок Йозефа Ледерфейнда та ресторан. Тепер — крамниця «Гуцулочка» АГФ «Прут».
- Будинок № 11 У 1900-х роках — склад трикотажних і галантерейних товарів Рубінзофа і Геллера. Тепер — ТзОВ «Будматеріали».
- Будинок № 12 У 10—20-х роках XX століття розміщувалися книгарня, склад паперу і торгівля рамами Т. Зімблєра, пізніше — майстерня Осипа Юрчишина (ремонт друкарських і швейних машин, велосипедів, мотоциклів, апаратів Рентґена). Філіал у Снятині. Тепер — нотаріус Антонюк Оксана Василівна.
- Будинок № 13 У першій половині XX століття — перукарня Абрагама Розенбума; на другому поверсі — стоматологічний кабінет д-ра Оффе. Тепер — крамниця штор і гардин «Фантазія».
- Будинок № 14 У 1920-х роках містилися книгарня і склад паперу Міхала Жиборського, крамниця горілчаних виробів Гершона Тау; аптека М. Фельдмана (1938). Тепер — ветаптека № 14.
- Будинок № 15 У міжвоєнний період — бляхарні майстерні Шнека та Мозеса Лейба. Тепер — «Зелена аптека».
- Будинок № 17 У 1910-х роках тут діяли аптека «Провидіння Боже» Євстахія Турянського. Тепер — крамниця побутової хімії «Моя», КПМ «Посуд».
- Будинок № 18 На початку XX століття — склад ювелірних виробів, ґрамофонів, фортепіано і платівок Мора Пістинера та щіткова майстерня Давида Воґеля (1920-ті). Тепер — КПМ «Електротовари».
- Будинок № 19 Спочатку — склад заліза й бляхи Зиґмунда Гоффмана, ґалантерейна крамниця Хаїма Бортена (1910-ті), годинникарська майстерня Абрагама Гольдера (1920-ті), крамниця Старера. Тепер — КПМ «Камелія».
- Будинок № 20 Впродовж тривалого часу працювали книгарня, склад паперу, палітурна майстерня Ізидора Ґінзберґа, а згодом — Берти Ґінзберґ (1910-20-ті рр.); книгарня «Пляшка атраменту», склад паперу і антикваріат Симона Сіненсіба (1910-ті); книгарня і склад паперу Б. Горнера (1920-ті); кімнати для сніданків Герша Краутгамера.
- Будинок № 21 У першій половині XX століття у подвір'ї працювала механічна майстерня Генриха Герстенгабера.
- Будинок № 23 У 1910-х роках — крамниця металевих виробів Слопковіцера і Зінґера; згодом — найбільший склад цукерок, кондитерських виробів, кави, чаю і південних фруктів Ф. Вейнтрауба; крамниця тканин С. Ляндмана і Синів, а також шевська майстерня Фроїма Брунвассера. Тепер — ТзОв «Боміс».
- Будинок № 25. У 1920-х роках власником був Самуель Фельдман, який утримував тут крамницю парфумерії і фарб «Чорний пес». Одночасно тут працювали крамниці горілчаних виробів Тауби Лейбмана і польського кооперативу. Тепер — фотосалон «Усмішка».
- Будинок № 26 Побудований 1889 року. Із 1876 по 1939 роки  — аптека Едварда Стенцля (з 1911 - його сина Стефана Стенцеля), яка пропонувала, серед інших товарів, «Карпатське зілля» від кашлю, легеневих хворіб, відзначене срібною медаллю на Загальній виставці у Львові 1904 року; в 1910-х роках — крамниця дитячого, жіночого і чоловічого одягу Берти Маркус, склад музичних інструментів Р. Блехера, гуртівня ґалантерейних товарів Єжи Гельвінґа; в 1920-30-х рр.: цукерня Лейзора Баумвогля, склад м'ясних виробів В. Недільського. Тепер — КТ аптека № 101.